# القابل (ذي ناعم)

تعديل مصدري - تعديل

القابل هي إحدى قرى عزلة الدريعأ بمديرية ذي ناعم التابعة لمحافظة البيضاء، بلغ تعداد سكانها 258 نسمة حسب تعداد اليمن لعام 2004.